# 黄山鳞毛蕨
黄山鳞毛蕨（学名：Dryopteris huangshanensis）为鳞毛蕨科鳞毛蕨属下的一个种。